# Тетрателлурид ниобия
Тетрателлурид ниобия — бинарное неорганическое соединение
ниобия и теллура
с формулой NbTe4,
кристаллы.

## Получение
- Сплавление стехиометрических количеств чистых веществ :

{\displaystyle {\mathsf {Nb+4Te\ {\xrightarrow {750^{o}C}}\ NbTe_{4}}}}

## Физические свойства
Тетрателлурид ниобия образует кристаллы
тетрагональной сингонии,
пространственная группа P 4/mmc,
параметры ячейки a = 0,6499 нм, c = 0,6837 нм, Z = 2 .
Кристаллическая структура сложная, модулированная несоразмерной сверхструктурой

.
При 520°С в кристалле происходит фазовый переход
.